# Sabz Ali Chan
Sabz Ali Chan (pers. سبزعلي خان) – wieś w zachodnim Iranie, w ostanie Kermanszah. W 2006 roku miejscowość liczyła 137 osób w 29 rodzinach.